# Fii tare, Scooby-Doo!
Fii tare, Scooby-Doo! (cunoscut și ca Fii calm, Scooby-Doo!; engleză Be Cool, Scooby-Doo!) este un serial de animație american produs de studioul de animație Warner Bros. Animation și a douăsprezecea încarnare a serialului Scooby-Doo de Hanna-Barbera. În acest serial Scooby și gașca decid să călătorească în ultima lor vacanță de vară împreună, în acest timp având de-a face cu monștri dezastruoși. Zac Moncrief, un producător al serialului, a anunțat că serialul o să aibă un ansamblu mult mai comic și de-asemenea a fost descris ca fiind mai puțin sumbru decât Scooby-Doo și echipa misterelor. Serialul are și trăsături de caracter din serialul original din 1969 peste modele de personaje reconcepute.
Serialul a fost anunțat în martie 2014, împreună cu Noile Looney Tunes și Tom și Jerry se dau în spectacol, că o să aibă premiera pe Cartoon Network însă o imagine promoțională la upfrontul din 2015 a anunțat că o să fie difuzat în schimb pe Boomerang și aceste noutăți au fost mai târziu confirmate în 29 iunie. Inițial a fost propus să înceapă pe Boomerang în data de 5 octombrie 2015 însă mai târziu s-a decis să se difuzeze și pe Cartoon Network începând din aceeași dată.
Premiera în România a fost în 28 noiembrie 2015 pe canalul Boomerang, iar pe 13 septembrie 2021 pe canalul Cartoon Network.
Serialul s-a încheiat la 18 martie 2018.

## Premisă

Personajele în noul lor design, așa cum apar în acest serial

După ce au terminat ultimul lor an de liceu, Scooby-Doo și gașca decid să călătorească în Mașina Misterelor, căutând după distracție și aventură în timpul ce-ar putea fi ultima lor vacanță de vară în care o să fie împreună. Însă, monștrii dezastruoși îi împiedică să-și trăiască călătoria.

## Producție
După cum s-a zis mai sus, serialul o să fie cu mult mai comic și mai puțin sumbru decât seria precedentă. Scooby o să aibă dialoguri limitate iar între timp Fred a modernizat Mașina Misterelor cu aparaturi moderne. De-asemenea, designurile personajelor o să fie reconcepute, având aceleași haine însă cu câteva schimbări, de exemplu Daphne și Velma o să aibă mâneci mai scurte. Zac Moncrief a descris asta ca fiind un design simplistic și mai detaliat pentru a se potrivi cu stilul comic și a asemănat moda lor cu subcultura Hipster. Însă, el a negat-o ca fiind o versiune meta a lui Scooby-Doo.
De-asemenea, este primul serial „Scooby-Doo” unde Casey Kasem nu are niciun fel de rol, acesta (care l-a jucat pe Shaggy din 1969 până în 1997 și iarăși din 2002 până în 2009 și alte personaje secundare ca unchiul lui Shaggy, Albert, și tatăl lui Shaggy, Colton, din 1969 până în 2013) fiind retras de la actoria de voce din cauza scăderii de sănătate în timpul producției lui Scooby-Doo și echipa misterelor și a murit în 15 iunie 2014. Este și primul serial „Scooby-Doo” după „Un cățel numit Scooby-Doo” (1988-1991) unde Mindy Cohn n-o joacă pe Velma. Kate Micucci o joacă pe Velma în „Fii tare, Scooby-Doo” și producțiile Lego Scooby-Doo (cu excepția jocului video „Lego Dimensions”) începând cu august 2015, iar din 2016 în toate producțiile Scooby-Doo (filmele cu designul original, jocurile video, serialele viitoare).

## Personaje
- Scooby-Doo (jucat de Frank Welker)
- Shaggy Rogers (jucat de Matthew Lillard)
- Fred Jones (jucat de Frank Welker)
- Daphne Blake (jucată de Grey DeLisle-Griffin)
- Velma Dinkley (jucată de Kate Micucci)

## Creatori
- Zac Moncrief
- Jon Colton Barry

Bazat pe serialul și personajele originale create de Joe Ruby, Ken Spears, Iwao Takamoto, William Hanna și Joseph Barbera.

## Scenariști
- Jon Colton Barry (episoadele 1, 2, 3, 5, 7, 8, 9, 10, 11, 12, 13, 14, 15, 16, 17, 18, 19, 20, 21, 22, 23, 24, 25, 26, 27, 28, 30, 33, 43, 44, 51, 52)
- Marly Halpern-Graser (episoadele 4, 6, 10, 15, 17, 21, 22, 25)
- J.M. DeMatteis (episoadele 11, 19, 20, 31, 41)
- Kyle Stafford (episoadele 40, 46, 48, 52)
- Tom Konkle (episoadele 12, 32, 36, 38)
- Josie Campbell (episoadele 17, 21, 22, 25)
- Kevin A. Kramer (episoadele 5, 35, 39)
- Steve Clemmons (episoadele 7, 15, 19)
- Tab Murphy (episoadele 18, 49)
- Duane Capizzi (episoadele 13, 24)
- Ken Daly (episodul 2)
- John Matta (episodul 2)
- Joe Purdy (episodul 3)
- Joe Ballarini (episodul 4)
- Justin Becker (episodul 7)
- Darren Grodsky (episodul 10)
- Danny Jacobs (episodul 10)
- Kevin Fleming (episodul 11)
- Robert Janas (episodul 11)
- Amy Wolfram (episodul 16)
- Tom Pugsley (episodul 23)
- H. Caldwell Tanner (episodul 26)
- Ben Joseph (episodul 29)
- Darrick Bachman (episodul 34)
- Will Schifrin (episodul 37)
- Matt Craig (episodul 38)
- Michael Ludy (episodul 42)
- Libby Ward (episodul 45)
- Thomas Krajewski (episodul 47)
- Jeff Mednikow (episodul 50)

## Regizori
- James Krenzke (episoadele 6, 7, 12, 16, 18, 21, 23, 26, 28, 31, 34, 37, 38, 41, 44, 47, 51)
- Andy Thom (episoadele 5, 7, 8, 14, 17, 22, 25, 29, 33, 35, 40, 42, 46, 48)
- Jeff Mednikow (episoadele 2, 3, 5, 13, 15, 19, 20, 24, 27, 30, 50)
- Ronald "Ron" Rubio (episoadele 32, 36, 39, 43, 45, 49, 52)
- Shaunt Nigoghossian (episoadele 1, 4, 9, 10, 11, 17)

### Regizori de animație/artă
- Richard Lee
- J.M. DeMatteis

### Regizori secundari
- Shaunt Nigoghossian

### Compozitor
- Jake Monaco

## Producători
- Zac Moncrief (producător)
- Jeff Mednikow [producător (sezonul 2)]
- Mark Marek [producător (sezonul 2)]
- Mark Banker [producător (sezonul 1)]
- Sam Register (producător executiv)
- Jay Bastian (producător executiv)
- Michael Jelenic (producător supervizor)
- Wade Wisinski (producător liniar)
- Monica Mitchell (producător liniar)
- Nicole Rivera (producător dezvoltator)
- Meghan Bradley (producător dezvoltator)
- Charlie Sweitzer (producător asociat)

### Editori
- Kyle Stafford
- Jon Colton Barry

## Episoade
| Premiera   | Premiera în România (Boomerang) | Premiera pe (Cartoon Network) | N/o | Titlu român                                                           | Titlu englez                                                 |
| ---------- | ------------------------------- | ----------------------------- | --- | --------------------------------------------------------------------- | ------------------------------------------------------------ |
|            |                                 |                               |     |                                                                       |                                                              |
| SEZONUL 1  |                                 |                               |     |                                                                       |                                                              |
|            |                                 |                               |     |                                                                       |                                                              |
| 05.10.2015 | 28.11.2015                      | 13.09.2021                    | 01  | Misterul 101                                                          | Mystery 101                                                  |
|            |                                 |                               |     |                                                                       |                                                              |
| 06.10.2015 | 28.11.2015                      | 13.09.2021                    | 02  | Jocul găinii                                                          | Game of Chicken                                              |
|            |                                 |                               |     |                                                                       |                                                              |
| 07.10.2015 | 29.11.2015                      | 14.09.2021                    | 03  | Toate lăbuțele pe punte                                               | All Paws on Deck                                             |
|            |                                 |                               |     |                                                                       |                                                              |
| 08.10.2015 | 29.11.2015                      | 14.09.2021                    | 04  | Dreptatea pudelului                                                   | Poodle Justice                                               |
|            |                                 |                               |     |                                                                       |                                                              |
| 09.10.2015 | 17.01.2016                      | 16.09.2021                    | 05  | Marea înșelătorie                                                     | Grand Scam                                                   |
|            |                                 |                               |     |                                                                       |                                                              |
| 12.10.2015 | 05.12.2015                      | 15.09.2021                    | 06  | Schimb de jocuri                                                      | Trading Chases                                               |
|            |                                 |                               |     |                                                                       |                                                              |
| 15.10.2015 | 05.12.2015                      | 14.09.2021                    | 07  | Liniște, Scooby-Doo!                                                  | Be Quiet, Scooby-Doo!                                        |
|            |                                 |                               |     |                                                                       |                                                              |
| 19.10.2015 | 06.12.2015                      | 13.09.2021                    | 08  | Să petrecem ca în 1899                                                | Party Like It's 1899                                         |
|            |                                 |                               |     |                                                                       |                                                              |
| 20.10.2015 | 06.12.2015                      | 15.09.2021                    | 09  | Țipa Donna                                                            | Screama Donna                                                |
|            |                                 |                               |     |                                                                       |                                                              |
| 21.10.2015 | 12.12.2015                      | 16.09.2021                    | 10  | Coșmarul din bucătărie                                                | Kitchen Frightmare                                           |
|            |                                 |                               |     |                                                                       |                                                              |
| 22.10.2015 | 09.01.2016                      | 17.09.2021                    | 11  | Eu, cu mine și robotul                                                | Me, Myself, and A.I.                                         |
|            |                                 |                               |     |                                                                       |                                                              |
| 23.10.2015 | 10.01.2016                      | 16.09.2021                    | 12  | Zona adiacentă 51                                                     | Area 51 Adjacent                                             |
|            |                                 |                               |     |                                                                       |                                                              |
| 28.10.2015 | 11.06.2016                      | 17.09.2021                    | 13  | Dacă vrei fantome să vezi, poți                                       | Where There's a Will, There's a Wraith                       |
|            |                                 |                               |     |                                                                       |                                                              |
| 10.12.2015 | 12.06.2016                      | 19.09.2021                    | 14  | Crăciun îngrozitor                                                    | Scary Christmas                                              |
|            |                                 |                               |     |                                                                       |                                                              |
| 06.02.2016 | 12.12.2015                      | 15.09.2021                    | 15  | Când te Scooby-Duci la închisoare, nu te Scooby-Duce pe drumul greșit | If You Can't Scooby-Doo the Time, Don't Scooby-Doo the Crime |
|            |                                 |                               |     |                                                                       |                                                              |
| 13.02.2016 | 18.06.2016                      | 17.09.2021                    | 16  | Gremlinii din avion                                                   | Gremlin on a Plane                                           |
|            |                                 |                               |     |                                                                       |                                                              |
| 20.02.2016 | 19.06.2016                      | 18.09.2021                    | 17  | Spaima gustărilor vrăjitorului                                        | Sorcerer Snack Scare                                         |
|            |                                 |                               |     |                                                                       |                                                              |
| 27.02.2016 | 25.06.2016                      | 18.09.2021                    | 18  | Saga creaturii din mlaștină                                           | Saga of The Swamp Beast                                      |
|            |                                 |                               |     |                                                                       |                                                              |
| 05.03.2016 | 26.06.2016                      | 18.09.2021                    | 19  | Fii înfrigurat, Scooby-Doo!                                           | Be Cold, Scooby-Doo!                                         |
|            |                                 |                               |     |                                                                       |                                                              |
| 12.03.2016 | 24.09.2016                      | 19.09.2021                    | 20  | Probleme uriașe                                                       | Giant Problems                                               |
|            |                                 |                               |     |                                                                       |                                                              |
| 23.03.2016 | 01.10.2016                      | 19.09.2021                    | 21  | Cioara vopsită                                                        | Eating Crow                                                  |
|            |                                 |                               |     |                                                                       |                                                              |
| 20.06.2017 | 08.10.2016                      | 20.09.2021                    | 22  | Scooby Dooby Da                                                       | I Scooby Dooby Do                                            |
|            |                                 |                               |     |                                                                       |                                                              |
| 20.06.2017 | 09.10.2016                      | 20.09.2021                    | 23  | El Bandito                                                            | El Bandito                                                   |
|            |                                 |                               |     |                                                                       |                                                              |
| 20.06.2017 | 13.01.2017                      | 20.09.2021                    | 24  | În gura lui Pălărie Țăcănită                                          | Into the Mouth of Madcap                                     |
|            |                                 |                               |     |                                                                       |                                                              |
| 20.06.2017 | 13.01.2017                      | 21.09.2021                    | 25  | Cel mai viking caz                                                    | The Norse Case Scenario                                      |
|            |                                 |                               |     |                                                                       |                                                              |
| 20.06.2017 | 04.03.2017                      | 21.09.2021                    | 26  | Statul contra Fred Jones                                              | The People vs. Fred Jones                                    |
|            |                                 |                               |     |                                                                       |                                                              |
| SEZONUL 2  |                                 |                               |     |                                                                       |                                                              |
|            |                                 |                               |     |                                                                       |                                                              |
| 21.12.2017 | 17.07.2017                      | 09.01.2023                    | 27  | Vacanță cu Fred                                                       | Some Fred Time                                               |
|            |                                 |                               |     |                                                                       |                                                              |
| 21.12.2017 | 18.07.2017                      | 10.01.2023                    | 28  | Vine lupul                                                            | There Wolf                                                   |
|            |                                 |                               |     |                                                                       |                                                              |
| 21.12.2017 | 19.07.2017                      | 11.01.2023                    | 29  | Renașterea fricii                                                     | Renn Scare                                                   |
|            |                                 |                               |     |                                                                       |                                                              |
| 21.12.2017 | 20.07.2017                      | 12.01.2023                    | 30  | Cum să-ți dresezi fricosul                                            | How to Train Your Coward                                     |
|            |                                 |                               |     |                                                                       |                                                              |
| 21.12.2017 | 21.07.2017                      | 13.01.2023                    | 31  | Ultimul din competiție                                                | Worst in Show                                                |
|            |                                 |                               |     |                                                                       |                                                              |
| 21.12.2017 | 25.07.2017                      | 14.01.2023                    | 32  | Misterele din dezorientatul expres                                    | Mysteries on the Disorient Express                           |
|            |                                 |                               |     |                                                                       |                                                              |
| 28.09.2017 | 30.10.2017                      | 22.01.2023                    | 33  | Halloween                                                             | Halloween                                                    |
|            |                                 |                               |     |                                                                       |                                                              |
| 21.12.2017 | 14.08.2017                      | 15.01.2023                    | 34  | Blestemul lui Kaniaku                                                 | The Curse of Kaniaku                                         |
|            |                                 |                               |     |                                                                       |                                                              |
| 21.12.2017 | 15.08.2017                      | 16.01.2023                    | 35  | Votați Velma                                                          | Vote Velma                                                   |
|            |                                 |                               |     |                                                                       |                                                              |
| 30.10.2017 | 08.12.2017                      | 02.02.2023                    | 36  | Scroogey Doo                                                          | Scroogey Doo                                                 |
|            |                                 |                               |     |                                                                       |                                                              |
| 22.12.2017 | 16.08.2017                      | 17.01.2023                    | 37  | În spațiu                                                             | In Space                                                     |
|            |                                 |                               |     |                                                                       |                                                              |
| 22.12.2017 | 17.08.2017                      | 18.01.2023                    | 38  | Scooby nu deranjați                                                   | Doo Not Disturb                                              |
|            |                                 |                               |     |                                                                       |                                                              |
| 22.12.2017 | 18.08.2017                      | 19.01.2023                    | 39  | Țipătul de argint                                                     | Silver Scream                                                |
|            |                                 |                               |     |                                                                       |                                                              |
| 22.12.2017 | 21.08.2017                      | 20.01.2023                    | 40  | Prestigitate de groază                                                | Fright of Hand                                               |
|            |                                 |                               |     |                                                                       |                                                              |
| 22.12.2017 | 22.08.2017                      | 21.01.2023                    | 41  | Grecia e cuvântul zilei                                               | Greece Is the Word                                           |
|            |                                 |                               |     |                                                                       |                                                              |
| 08.03.2018 | 14.11.2017                      | 23.01.2023                    | 42  | Goticul american                                                      | American Goth                                                |
|            |                                 |                               |     |                                                                       |                                                              |
| 09.03.2018 | 16.11.2017                      | 24.01.2023                    | 43  | Omletele sunt pentru totdeauna                                        | Omelettes are Forever                                        |
|            |                                 |                               |     |                                                                       |                                                              |
| 10.03.2018 | 15.11.2017                      | 25.01.2023                    | 44  | Fantoma din Mașina Misterelelor                                       | Ghost in the Mystery Machine                                 |
|            |                                 |                               |     |                                                                       |                                                              |
| 11.03.2018 | 17.11.2017                      | 26.01.2023                    | 45  | Pe gheață cu gheață                                                   | Naughty or Ice                                               |
|            |                                 |                               |     |                                                                       |                                                              |
| 12.03.2018 | 20.11.2017                      | 27.01.2023                    | 46  | Noaptea pantalonilor scurți oribili                                   | Night of the Upsetting Shorts                                |
|            |                                 |                               |     |                                                                       |                                                              |
| 13.03.2018 | 07.12.2017                      | 28.01.2023                    | 47  | Câinii de la groapa de gunoi                                          | Junkyard Dogs                                                |
|            |                                 |                               |     |                                                                       |                                                              |
| 14.03.2018 | 11.12.2017                      | 29.01.2023                    | 48  | Titanii proteinelor 2                                                 | Protein Titans 2                                             |
|            |                                 |                               |     |                                                                       |                                                              |
| 15.03.2018 | 12.12.2017                      | 30.01.2023                    | 49  | Lumea vrăjitoriei                                                     | World of Witchcraft                                          |
|            |                                 |                               |     |                                                                       |                                                              |
| 18.03.2018 | 01.02.2018                      | 03.02.2023                    | 50  | Oposumul-pizza                                                        | Pizza O'Possum's                                             |
| 18.03.2018 | 01.02.2018                      | 03.02.2023                    | 50  | Blestemul comorii dosite a piratului cu jumătate de barbă             | The Curse of Half-Beard's Booty                              |
|            |                                 |                               |     |                                                                       |                                                              |
| 16.03.2018 | 13.12.2017                      | 31.01.2023                    | 51  | Profesorul Huh? Partea 1                                              | Professor Huh? Part 1                                        |
|            |                                 |                               |     |                                                                       |                                                              |
| 17.03.2018 | 13.12.2017                      | 01.02.2023                    | 52  | Profesorul Huh? Partea 6 3/4                                          | Professor Huh? Part 6 3/4                                    |
|            |                                 |                               |     |                                                                       |                                                              |

## Legături externe
- Fii tare, Scooby-Doo! la Internet Movie Database